# Cangkringsari
Cangkringsari is een bestuurslaag in het regentschap Sidoarjo van de provincie Oost-Java, Indonesië. Cangkringsari telt 4328 inwoners (volkstelling 2010).